# Clisthène (Athènes)
Sauf précision contraire, les dates de cet article sont sous-entendues « avant l'ère commune » (AEC), c'est-à-dire « avant Jésus-Christ ».
Pour les articles homonymes, voir Clisthène.
Clisthène d'Athènes (en grec Κλεισθένης / Kleisthénês) est un réformateur et un homme politique athénien, né vers 565 ou 570 av. J.-C. et mort à une date inconnue (probablement entre 508 et 492 av. J.-C.), qui, au moyen des réformes clisthéniennes, instaura les fondements de la démocratie athénienne. Après la fuite et l'exil d'Hippias en Asie Mineure, le jeu politique laissa plus de place aux grandes familles aristocratiques, Clisthène revint sur le devant de la scène. Il se posa alors en champion de l'isonomie et renversa les aristocrates.

## La question des sources
La figure de Clisthène est paradoxale : il a établi les fondements de la première démocratie au monde, or c'est un personnage qui n'a laissé que très peu de traces dans les sources hellènes, contrairement à Solon par exemple. Cette totale absence de tradition historiographique pour celui qui est le père de l'Athènes démocratique constitue un mystère. Pour Claude Mossé, cette énigme historique résulte d'une « conspiration par le silence ». La tradition écrite a gommé systématiquement l’œuvre de Clisthène ; ainsi les raisons de la réforme, son contexte, les faits du personnage n'apparaissent que dans deux sources qui ne sont pas contemporaines. C'est chez les adversaires de la démocratie que Clisthène et ses réformes sont le plus souvent cités.
Les lois de Clisthène sont inédites mais on ignore si elles ont été écrites. On connaît ce personnage grâce à une source majeure, l'Enquête d'Hérodote (en grec ancien Ἱστορίαι), livre V, 66. Aristote évoque également Clisthène dans la Constitution des Athéniens au chapitre XXI, mais son récit s’inspire principalement d'Hérodote, et développe d’autres arguments explicatifs.

## Biographie
Représentant de la prestigieuse famille des Alcméonides, il est le fils de Mégaclès, chef politique dont la fille passe pour avoir épousé Pisistrate. Par sa mère, Agaristé, il est le petit-fils du tyran de Sicyone, Clisthène, tyran radical qui a pratiqué l'anadasmos dans sa cité et pris des mesures vexatoires contre l'aristocratie dans le domaine religieux et politique vers 600 av. J.-C.
En 525-524 av. J.-C., il figure au nombre des archontes élus à Athènes et donc ne semble pas en mauvais terme avec le tyran. Exilé sous la tyrannie d'Hippias, il prend en charge la reconstruction du sanctuaire de Delphes, détruit en -548 dans un incendie, et se montre à cette occasion d'une grande prodigalité.
Cet acte d'évergésie est souvent interprété comme une manœuvre politique. Hérodote rapporte ainsi que c'est en promettant que sa famille participerait à la reconstruction du sanctuaire qu'il persuada la Pythie de dire à tous les Spartiates venus la consulter qu'ils devaient d'abord renverser la tyrannie des Pisistratides à Athènes. Quelle que soit la réalité de cette interprétation malveillante, il reste que les soins apportés au sanctuaire lui valurent le soutien du clergé pythien.
Le roi de Sparte Cléomène Ier, en accord avec la demande des Alcméonides, (par ailleurs, Clisthène aurait pu participer à cette mise en exil) chassa le tyran Hippias, un des fils de Pisistrate qui avait pris le pouvoir et menait une tyrannie dans un absolutisme de plus en plus gratuit, et ce pendant trois années. La tyrannie renversée à Athènes, les tensions entre les grandes familles devinrent palpables, et ce particulièrement entre Clisthène, chef des Alcméonides, et Isagoras. En 508 av. J.-C., Isagoras est nommé premier archonte. Hérodote nous apprend qu'il était « fils de Teisandros, d'une famille distinguée [dont] les membres sacrifiaient à Zeus Carios ». Isagoras et ses partisans tentèrent d'établir une oligarchie avec l'aide de Cléomène, avec qui il entretenait des liens d'amitié. Pour le contrer, Clisthène fit, selon l'image d'Hérodote, « entrer le peuple - le démos - dans son hétairie » c'est-à-dire qu'il l'associa aux institutions et au gouvernement, que les Grecs anciens désignaient sous le terme politeia. Cette mesure inédite, voire révolutionnaire, devait modifier profondément les données de la vie politique à Athènes : en effet, Clisthène s'appuie sur le peuple, non pas pour prendre le pouvoir mais pour changer les institutions et pour donner à ce démos plus de pouvoir, afin de limiter au maximum les pouvoirs de son rival politique.
Il semblerait selon Élien que Clisthène, auteur de l'institution de l'ostracisme, ait été lui-même ostracisé.
Il entreprit ensuite de faire voter des réformes politiques déterminantes pour la démocratie athénienne. À sa mort, il eut droit à des funérailles publiques au Céramique.